# Mossaka
Pour les articles homonymes, voir Mossaka (homonymie).
Mossaka est une ville de la République du Congo, située dans le département de la Cuvette. Elle donne son nom au district de Mossaka, dont elle est le chef-lieu.
Située au bord du fleuve Congo, Mossaka est aussi appelée la « capitale du poisson » en raison de son importante production poissonnière.

## Géographie
Située au nord du Congo, à plus de 400 km de Brazzaville, Mossaka est entourée d'une région marécageuse où de nombreux cours d'eau viennent se jeter dans le fleuve Congo : l'Oubangui, la Likouala-Mossaka, la Sangha et la Likouala aux herbes.

## Histoire
Mossaka fut créée le 31 mars 1913 par un arrêté du gouverneur général de l'Afrique-Équatoriale française, en tant que subdivision de la circonscription du Kouyou (Fort-Rousset).

## Urbanisme
Mossaka n'est accessible que par voie d'eau. Elle n'est pas desservie par le réseau routier, mais seulement par des pistes sablonneuses.
Longtemps menacée par les inondations lors des crues du fleuve (crues exceptionnelles en 1982 et 2001), Mossaka fut l'objet de travaux de dragage et de protection des berges de 2007 à 2012 afin de remédier à ce problème.
La ville est constituée de huit quartiers :
- Biangala
- La Poste
- Congo ya sika
- Mobaka
- Makandza
- Motendi
- Libelle
- Liberia

## Population et société
Mossaka comptait en 2009 près de 20 000 habitants.[réf. souhaitée]
La ville comporte un centre de santé, un lycée d'enseignement général, un collège, deux écoles primaires, ainsi qu'une base fluviale de la Marine congolaise[réf. souhaitée].

## Économie
Mossaka est connue pour son importante production poissonnière, ce qu'il lui vaut le surnom de « capitale du poisson ».
La majorité de la population vit essentiellement de la pêche et de ses activités dérivées. Cependant, la diminution des quantités de poissons pêchés dans le fleuve, notamment à cause de la surpêche, a provoqué une importante crise. En 2013, 80 % de la population de Mossaka vivait sous le seuil de pauvreté.

## Personnalités liées à Mossaka
- Bernard Mambéké-Boucher (1919-1991) né à Mossaka, ministre du Premier gouvernement du moyen Congo, député questeur de l'assemblée nationale, président de la fédération congolaise de football.
- Clémence Bomiango (1957-2014), née à Mossaka, députée suppléante de Léon Raphaël Mokoko pour Mossaka 1[5]
- Édouard Ebouka-Babackas (1933-), ancien ministre des Finances né à Mossaka[6]
- Gabriel Bokilo (en) (1938-2010), homme politique, fut député de Mossaka 1 de 1997 à 2007
- Gilbert Pongault (1925-2012), syndicaliste et homme politique, né à Bohoulou non loin de Mossaka, et ayant fait ses études primaires à Mossaka
- Jean-Marie Mokoko (1947-), général né à Mossaka
- Jean-Michel Bokamba-Yangouma (en), homme politique
- Léon Raphaël Mokoko (1955-), homme politique né à Mossaka, et député de Mossaka 1 de 2007 à 2017
- Joseph Niombella Mambula (1943 - 2021), Général de Brigade, Saint Cyrien, né à Mossaka.
- Germaine Ololo (1971-), actrice